# Dafnis de Milet
Dafnis de Milet (Daphnis Δαφνίς) va ser un arquitecte de Milet que juntament amb Peoni d'Efes (Paeonius) va construir el temple d'Apol·lo de Milet, d'estil jònic. Va viure després de Quersifró, ja que Peoni hauria acabat el temple d'Àrtemis a Efes que havia començat Quersifró (Chersiphron).